# RY X

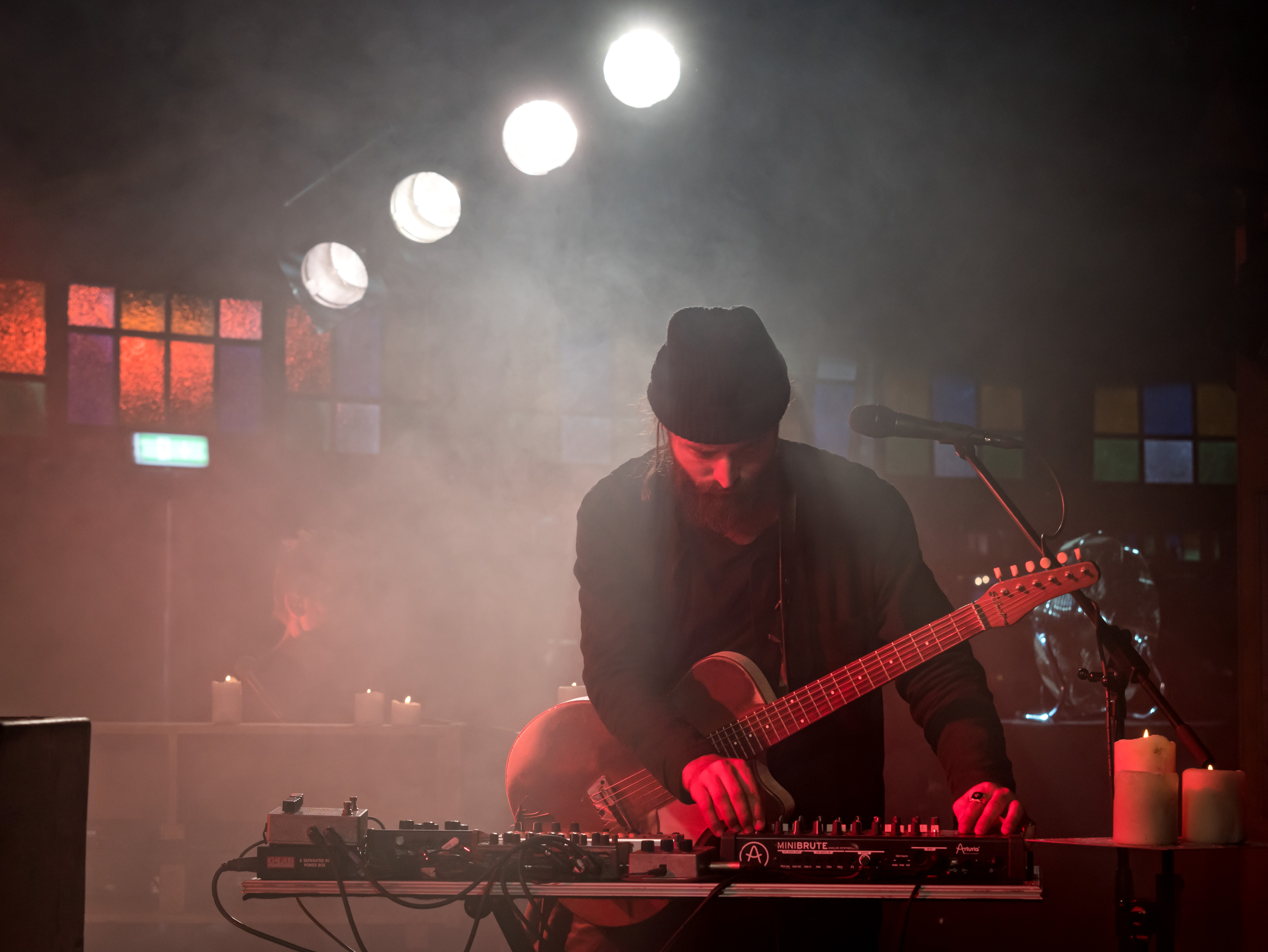
Ry X Zelt-Musik-Festival en 2017 à Fribourg-en-Brisgau, Allemagne

Ry Cuming, né en 1988, mieux connu sous son nom de scène RY X, est un auteur-compositeur-interprète, musicien, producteur de musique et arrangeur australien. Il est le premier artiste à avoir signé sur le label suédois Dumont Dumont,.

## Jeunesse
Ry Cuming est né à Angourie, en Nouvelle-Galles-du-Sud, où il est devenu un surfeur.

## Discographie

### Albums
| Titre      | Détails de l'album                                                                                         | Notes |
| ---------- | --- | ----- |
| Ry Cuming  | - Sorti le : 20 juillet 2010 - Label : Jive Records - Format : téléchargement digital, CD                  |       |
| Dawn       | - Sorti le : 6 mai 2016 - Label : Infectious Music UK - Format : téléchargement digital, CD                |       |
| Unfurl     | - Sorti le : 13 février 2019 - Label : Infectious Music UK - Format : Plateformes streaming, CD, Vinyl, K7 |       |
| Blood Moon | - Sorti le : 17 juin 2022 - Label : Infectious Music UK - Format : Plateformes streaming, CD, Vinyl, K7    |       |

### Maxis
| Titre  | Détails                                                                                         | Notes |
| ------ | ----------------------------------------------------------------------------------------------- | ----- |
| Berlin | - Date de sortie : 2013 - Label : Infectious Music UK - Format : Téléchargement digital, vinyle |       |

### Singles et autres chansons
| Année | Titre    | Meilleur classement | Meilleur classement | Meilleur classement | Meilleur classement | Album     |
| Année | Titre    | UK                  | BEL (Wa)            | FRA                 | GER                 | Album     |
| ----- | -------- | ------------------- | ------------------- | ------------------- | ------------------- | --------- |
| 2013  | "Berlin" | 38                  | 42* (Ultratip)      | 15                  | 46                  | Berlin EP |

*N'apparaît pas sur le classement Ultratop 50 mais sur Ultratip.
| Année | Titre                 | Album      |
| ----- | --------------------- | ---------- |
| 2006  | "Let Your Spirit Fly" | BO de Hoot |
| 2012  | "Howling"             | NC         |

## Compositeur et producteur
- Run Run Run : co-écrit avec le chanteur allemand Bill Kaulitz et le musicien allemand Tom Kaulitz (Joacim Persson - David Jost - Johan Alkenas) (2015)